# 杜姆利亞
50°50′13″N 29°15′51″E / 50.83694°N 29.26417°E
杜姆利亞（烏克蘭語：Лумля），是烏克蘭北部的村莊，隸屬日托米爾州的科羅斯滕區。該村面積2.4平方公里，海拔高度149米，2001年人口310，人口密度每平方公里129.44人。